# Pınarbaşı, Niğde
Pınarbaşı là một xã thuộc huyện Çamardı, tỉnh Niğde, Thổ Nhĩ Kỳ. Dân số thời điểm năm 2011 là 83 người.